# Paraszpóndilosz Zotikósz
Paraszpóndilosz Zotikósz (Παρασπόνδυλος Ζωτικός, Paraszpondülosz Zótikosz, 15. század) bizánci költő.
Várnában született. Egyik művében filozófusnak nevezi magát; többet nem tudunk róla. Költeményében megénekelte a várnai csatát (1444), melynek – legalábbis saját állítása szerint – szemtanúja volt. A költemény terjedelemre (465 sor) és részletességre első helyen áll a várnai csatára vonatkozó görög források között. Feltűnő benne Hunyadi János rendkívüli magasztalása; maga a csata leírása egészben véve helyes. A művet magyar nyelvre fordította és kommentárral ellátta Pecz Vilmos (Századok 1894-iki évf. 315. s köv. old.).

## Magyarul
- Görög költemény a várnai csatáról; sajtó alá rend. Moravcsik Gyula; szerzői, Bp., 1935 (Magyar-görög tanulmányok)

## Egyéb
- http://real-eod.mtak.hu/473/